# Gate City
Gate City is een plaats (town) in de Amerikaanse staat Virginia, en valt bestuurlijk gezien onder Scott County.

## Demografie
Bij de volkstelling in 2000 werd het aantal inwoners vastgesteld op 2159.
In 2006 is het aantal inwoners door het United States Census Bureau geschat op 2094, een daling van 65 (-3,0%).

## Geografie
Volgens het United States Census Bureau beslaat de plaats een oppervlakte van
5,3 km², geheel bestaande uit land. Gate City ligt op ongeveer 389 m boven zeeniveau.

## Plaatsen in de nabije omgeving
De onderstaande figuur toont nabijgelegen plaatsen in een straal van 16 km rond Gate City.